# إرفينغ ريس
إرفينغ ريس (بالإنجليزية: Irving Reis)‏ هو كاتب سيناريو ومصور سينمائي ومخرج أمريكي، ولد في 7 مايو 1906 في نيويورك في الولايات المتحدة، وتوفي في 3 يوليو 1953 في وودلاند هيلز، كاليفورنيا في الولايات المتحدة.

## وصلات خارجية
- إرفينغ ريس على موقع IMDb (الإنجليزية)
- إرفينغ ريس على موقع ألو سيني (الفرنسية)
- إرفينغ ريس على موقع أول موفي (الإنجليزية)
- إرفينغ ريس على موقع قاعدة بيانات الأفلام السويدية (السويدية)
- إرفينغ ريس على موقع إن إن دي بي (الإنجليزية)
- إرفينغ ريس على موقع قاعدة بيانات الفيلم (الإنجليزية)
- إرفينغ ريس على موقع كينوبويسك (الروسية)